# Диева, Ада Заитовна
Ада Диева (при рождении — Адия; род. 8 сентября 1958, д. Вотская Ошья, Янаульский район, Башкирия) — советская, российская и удмуртская поэтесса, журналист, литературовед, магистр филологии, переводчик. Секретарь Союза писателей Удмуртии (2007). Заместитель председателя Союза писателей УР (2014). Заслуженный работник культуры Удмуртской Республики (2013). Выдающаяся современная удмуртская поэтесса и деятель культуры Удмуртии.
Внесла весомый вклад в развитие национальной удмуртской литературы наряду с такими поэтами как Ф. Александров, В. Ар-Серги, Н. Байтеряков, Г. Верещагин, А. Демьянов, В. Емельянов, А. Лужанин, Г. Ходырев.
Лауреат Удмуртской национальной литературной премии им. Ашальчи Оки и ряда других премий .

## Биография
Родилась 8 сентября 1958 года в деревне Вотская Ошья Янаульского района Башкирии. Отец, Диев Заит Садриевич, проводил в деревне моления «керемет», дядя, Михаил Садриевич, — моления «лудэ пырон».
Окончив Ново-Артаульскую среднюю школу, училась в профессионально-техническом училище. Преподавала английский язык в школе родной деревни. Переехала в Ижевск, окончила филологический факультет Удмуртского государственного университета. Работала радиомонтажницей на Ижевском механическом заводе, секретарём комсомольской организации Ижевского трамвайно-троллейбусного управления, корректором на полиграфкомбинате, внештатным диктором и корреспондентом в ГТРК «Удмуртия», корреспондентом, редактором отдела публицистики журнала «Инвожо», директором Бюро пропаганды художественной литературы Союза писателей Удмуртии. С 2007 года — секретарь Союза писателей Удмуртии, в 2014 была избрана заместителем председателя Союза писателей Удмуртской Республики.
Писать стихи начала в школе. Публиковалась в журналах «Ашальчи», «Инвожо», «Кенеш», «Луч» (Ижевск), «Лиффт» (Москва); в альманахе поэзии «Причал» (Ярославль) и «День поэзии» (Москва).
В 1985 году прошла конкурс в Государственный академический ансамбль песни и танца Удмуртии «Италмас», организованный художественным руководителем ансамбля Анатолием Мамонтовым.
Как самодеятельный композитор свою первую песню «Яратон» написала в 1999 году — сначала музыку, а затем слова. Выступала на мероприятиях, организованных Всеудмуртской ассоциацией «Удмурт кенеш» и Обществом удмуртской культуры «Дэмен». Пела в академическом хоре при Дворце культуры «Октябрь», далее — в ансамбле «Тюрагай». Издавала аудио- и видеодиски, её песни звучали по Удмуртскому радио. Наиболее известные из них — «Вудур вадьсын», «Лушкем яратон», «Чебер пияше», «Азьло ик синмаськысал». Писала музыку на стихи удмуртских поэтов Галины Романовой, Якова Майкова, Любови Тихоновой, Людмилы Хрулевой и других.
В 2004 году прошёл творческий вечер «Синмаськи» в Государственном национальном театре Удмуртской Республики, в 2007 — творческий вечер «Ялыке» в Доме молодёжи.
Первый поэтический сборник Ады Диевой «Юг Индур» вышел в 2012 году. Предисловие к сборнику написала критик и литературовед Анна Зуева-Измайлова.
22 марта 2023 года в клубе «Край удмуртский» Национальной библиотеки Удмуртской Республики состоялся творческий вечер и презентация третьего сборника стихов Ады Диевой «Югыт» («Свет»).
Переводила на удмуртский язык стихи русских поэтов Александра Вепрёва, Василия Глушкова, Анатолия Демьянова, Ларисы Желенис, произведения тувинской поэтессы Зои Донгак и других. Стихи татарского поэта Габдуллы Тукая, переведённые Диевой, вошли в книгу «Габдулла Тукай. Кылбуръёс» (2011), изданную в Казани на шести языках.
Ада Диева перевела на удмуртский язык повесть чувашского писателя Мишши Юхмы «Шурсямга» («Молодой волк»). 9 апреля 2025 года в Национальной библиотеке Удмуртской Республики состоялась презентация удмуртского перевода повести. Текст повести «Шурсямга» звучал на встрече на трёх языках: на чувашском (отрывки из оригинала произведения прочитал председатель чувашской национально-культурной автономии Удмуртии Анатолий Леонидович Иголкин), на русском и удмуртском — фрагменты переводов зачитала Ада Диева. 
Представляла Удмуртскую Республику на III Евразийском и III Всероссийском литературных фестивалях «ЛиФФт-2018», которые проходили в Сочи — была удостоена серебряной медали (Номинация «Национальная поэзия. Переводы»).
В 2023 году была удостоена Удмуртской национальной литературной премии им. Ашальчи Оки.
В 2024 году с отличием окончила магистратуру Удмуртского государственного университета.
Является членом Союза писателей России, Союза писателей Удмуртии и Союза журналистов России, членом Ленинского районного отделения МОО «Всеудмуртская ассоциация „Удмурт Кенеш“».

## Звания и награды
- 2000 — Почётная грамота Министерства культуры, печати и информации Удмуртской Республики (Удмуртия)
- 2002 — Лауреат конкурса «Ӝужась кизилиос» (Башкирия)
- 2011 — Почётная грамота Государственного Совета Удмуртской Республики (Ижевск, Удмуртская Республика)
- 2011 — лауреат Межрегионального конкурса поэзии «Я просто родину любил», посвященного памяти Николая Бурашникова (Чайковский, Пермский край)[14]
- 2012 — Почётная грамота Министерства культуры, печати и информации Удмуртской Республики (Ижевск, Удмуртская Республика)
- 2013 — Заслуженный работник культуры Удмуртской Республики (Удмуртия)
- 2018 — Серебряная медаль Всероссийского фестиваля «ЛиФФт» (Сочи, Краснодарский край)
- 2023 — Лауреат Удмуртской национальной литературной премии имени Ашальчи Оки (Ижевск, Удмуртская Республика)[15]

## Интересные факты
- В 1985 году Ада Диева прошла конкурс в Государственный академический ансамбль песни и танца Удмуртии «Италмас», организованный художественным руководителем ансамбля Народным артистом РСФСР, Заслуженным деятелем искусств РСФСР Анатолием Мамонтовым[16].
- Как самодеятельный композитор свою первую песню «Яратон» Ада Заитовна написала в 1999 году — сначала музыку, а затем слова. Выступала на мероприятиях, организованных Всеудмуртской ассоциацией «Удмурт кенеш» и Обществом удмуртской культуры «Дэмен». Пела в академическом хоре при Дворце культуры «Октябрь», далее — в ансамбле «Тюрагай»[17]. Издавала аудио- и видеодиски, песни Ады Диевой звучали по Удмуртскому радио. Наиболее известные из них — «Вудур вадьсын», «Лушкем яратон», «Чебер пияше», «Азьло ик синмаськысал». Ада Диева пишет музыку на стихи удмуртских поэтов Галины Романовой, Якова Майкова, Любови Тихоновой, Людмилы Хрулевой и других.

## Цитата
Она выросла в атмосфере, насыщенной интересом к традициям, различным обрядам удмуртского народа, в том числе язычества. Усложняли, обогащали душу её фольклор, удмуртские сказки, мифы, легенды, народное декоративно-прикладное искусство, удмуртская литература.— Народный художник Удмуртии, заслуженный художник России П. В. Ёлкин